# Mesembrinella formosa
Mesembrinella formosa är en tvåvingeart som beskrevs av Aldrich 1932. Mesembrinella formosa ingår i släktet Mesembrinella och familjen spyflugor.
Artens utbredningsområde är Guatemala. Inga underarter finns listade i Catalogue of Life.